# Elops smithi
Elops smithi is een straalvinnige vissensoort uit de familie van de tienponders (Elopidae). De wetenschappelijke naam van de soort is voor het eerst geldig gepubliceerd in 2010 door McBride, Rocha, Ruiz-Carus & Bowen.